# Житвански мир
Житвански мир (такође познат као Мир у Житватороку) је закључен 1606. између цара Светог римског царства Рудолфа II и османског султана Ахмеда I. Склапањем мира окончан је Дуги или Петнаестогодишњи рат (1591—1606). Иако је овим споразумом Османско царство добило територијална проширења у Угарској, султан је признао цара као себи равноправног и прихватио укидање годишњег данка које су Хабзбурзи плаћали Османлијама од 1568. године.
Житвански мир садржи две снажне међународне правне димензије — прво, даје право католицима да граде цркве у Отоманском царству, а друго, први пут у историји аустријски монарх је назван императором. У контексту Брестовске уније и касније католичке пропаганде на Истоку, све до Јашког сабора и Вестфалског мира, овај споразум је од великог значаја, све до краја 17. века и посебно до Карловачког мира.